# Liste des mosquées de Paris
 (juillet 2016).
Si vous disposez d'ouvrages ou d'articles de référence ou si vous connaissez des sites web de qualité traitant du thème abordé ici, merci de compléter l'article en donnant les références utiles à sa vérifiabilité et en les liant à la section « Notes et références ».
Paris compte une vingtaine de mosquées, ainsi que de nombreuses salles de prière. Certains arrondissements n'ont ni mosquée, ni salle de prière. Pour les mosquées situées en dehors de Paris, voir la page Liste de mosquées de France. 

## Mosquées
La seule mosquée disposant d'un minaret à Paris est la Grande mosquée.
| Lieu de culte                                                                 | Image | Adresse                         | Arrondissement     | Date d'inauguration |
| ----------------------------------------------------------------------------- | ----- | ------------------------------- | ------------------ | ------------------- |
| Grande Mosquée de Paris                                                       |       | 1-2, place du Puits-de-l'Ermite | 5e arrondissement  | 15 juillet 1926     |
| Mosquée Fatima                                                                |       |                                 | 8e arrondissement  | 23 février 2020     |
| Mosquée turque (Mosquée El Fatih)                                             |       | 64, rue du Faubourg-Saint-Denis | 10e arrondissement | (Adresse à revoir)  |
| Mosquées 'Ali Ibn Al Khattâb, Ali ben abi Taleb (Association Foi et Pratique) |       | 83, rue du Faubourg-Saint-Denis | 10e arrondissement |                     |
| Mosquée kurde                                                                 |       | 5, rue de la Fidélité           | 10e arrondissement | (Adresse à revoir)  |
| Mosquée Abou Ayoub Al Ansari                                                  |       | 12, rue Godefroy-Cavaignac      | 11e arrondissement |                     |
| Mosquée turque                                                                |       | 35, cité Industrielle           | 11e arrondissement | (Adresse à revoir)  |
| Mosquée Abou Bakr As Saddiq                                                   |       | 39, boulevard de Belleville     | 11e arrondissement |                     |
| Mosquée Omar Ibn Al Khattab                                                   |       | 2, rue Morand                   | 11e arrondissement | 1979                |
| Mosquée turque                                                                |       | 6, boulevard de Ménilmontant    | 11e arrondissement |                     |
| Mosquée Alhouda                                                               |       | 61, rue de Charonne             | 11e arrondissement |                     |
| Mosquée de la Maison de Tunisie                                               |       |                                 | 14e arrondissement |                     |
| Mosquée de la Miséricorde, Ar-Rahma ou Errahma, mosquée de Javel              |       | 47, rue de Javel                | 15e arrondissement | 2003                |
| Mosquée AbdelMajid                                                            |       | 23, rue Léon                    | 18e arrondissement |                     |
| Institut des cultures d'Islam                                                 |       | 56, rue Stephenson              | 18e arrondissement |                     |
| Mosquée Khalid Ibn El Walid (ou Mosquée de la rue Myrha)                      |       | 28, rue Myrha                   | 18e arrondissement | 16 septembre 2011   |
| Mosquée de la Goutte-d'Or                                                     |       |                                 | 18e arrondissement | 28 novembre 2013    |
| Mosquée inclusive de Paris                                                    |       |                                 | 18e arrondissement | 30 novembre 2012    |
| Mosquée Adda'wa                                                               |       | 39, rue de Tanger               | 19e arrondissement | 25 mai 1969         |
| Mosquée rue d'Avron                                                           |       | 61, rue d'Avron                 | 20e arrondissement |                     |
| Mosquée de Coopération islamique de la communauté africaine                   |       | 103, rue Orfila                 | 20e arrondissement |                     |
| Mosquée des Mauriciens                                                        |       | 27, rue Étienne-Marey           | 20e arrondissement |                     |
| Mosquée du Centre culturel islamique de Paris                                 |       | 8, boulevard de Ménilmontant    | 20e arrondissement |                     |

## Salles de prière
| Lieu de culte                                     | Adresse                            | Arrondissement     |
| ------------------------------------------------- | ---------------------------------- | ------------------ |
| Salle de prière                                   | Rue de la Fontaine-au-Roi          | 11e arrondissement |
| Salle de prière Attaqwa (foyer « Sonacotra »)     | 7, rue de la Petite-Pierre         | 11e arrondissement |
| Salle de prière La Bastille (foyer « Sonacotra ») | 61, rue de Charonne                | 11e arrondissement |
| Salle de prière                                   | 24, rue Rochebrune                 | 11e arrondissement |
| Salle de prière                                   | 15-18, cour Saint-Éloi[pas clair]  | 12e arrondissement |
| Salle de prière                                   | 22-24, rue Claude-Tillier          | 12e arrondissement |
| Salle de prière Nour                              | 11 rue Corbineau                   | 12e arrondissement |
| Salle de prière (foyer)                           | 48, rue Albert                     | 13e arrondissement |
| Salle de prière (foyer)                           | 13, rue de Bellièvre               | 13e arrondissement |
| Salle de prière (foyer)                           | 68, boulevard Vincent-Auriol       | 13e arrondissement |
| Salle de prière (foyer)                           | 43, rue des Terres-au-Curé         | 13e arrondissement |
| Salle de prière                                   | 63, rue du Chevaleret              | 13e arrondissement |
| Salle de prière                                   | 50, rue Clisson                    | 13e arrondissement |
| Salle de prière (foyer)                           | 51, boulevard Masséna              | 13e arrondissement |
| Salle de prière                                   | 71 bis, rue de la Procession       | 14e arrondissement |
| Salle de prière                                   | Passage de Gergovie                | 14e arrondissement |
| Salle de prière                                   | 23, rue Boyer-Barret               | 14e arrondissement |
| Salle de prière                                   | 7, rue des Arbustes                | 14e arrondissement |
| Salle de prière                                   | 14, boulevard de Vaugirard         | 15e arrondissement |
| Salle de prière                                   | 73, rue de la Procession           | 15e arrondissement |
| Salle de prière (foyer « Aftam hébergement »)     | 122, rue Falguière                 | 15e arrondissement |
| Salle de prière                                   | 15, rue Saint-Just                 | 17e arrondissement |
| Salle de prière                                   | 14, boulevard du Fort-de-Vaux      | 17e arrondissement |
| Salle de prière                                   | 3-9, rue Marc-Séguin               | 18e arrondissement |
| Salle de prière                                   | 74, rue Myrha                      | 18e arrondissement |
| Salle de prière                                   | 53, rue Polonceau                  | 18e arrondissement |
| Salle de prière                                   | 80-82, rue d'Aubervilliers         | 19e arrondissement |
| Salle de prière                                   | 26, rue de l'Argonne               | 19e arrondissement |
| Salle de prière Danube (foyer David D'Angers)     | 15, rue David-d'Angers             | 19e arrondissement |
| Salle de prière                                   | 13, rue de Lorraine                | 19e arrondissement |
| Salle de prière                                   | 48, rue de Romainville             | 19e arrondissement |
| Salle de prière                                   | 9, rue de Meaux                    | 19e arrondissement |
| Salle de prière                                   | 55, rue Compans                    | 19e arrondissement |
| Salle de prière                                   | 15-21, boulevard de la Commanderie | 19e arrondissement |
| Salle de prière                                   | 23, rue du Retrait                 | 20e arrondissement |
| Salle de prière                                   | 64, rue des Amandiers              | 20e arrondissement |
| Salle de prière                                   | 31-33, rue de la Duée              | 20e arrondissement |
| Salle de prière                                   | 15, rue Bisson                     | 20e arrondissement |
| Salle de prière                                   | 24, rue Rochebrune                 | 20e arrondissement |
| Salle de prière                                   | 6, rue Fernand-Léger               | 20e arrondissement |
| Salle de prière                                   | Place de la Réunion                | 20e arrondissement |

## Lieux de culte disparus
| Lieu de culte                             | Adresse                          | Arrondissement     | Dates d'existences |
| ----------------------------------------- | -------------------------------- | ------------------ | ------------------ |
| Mosquée du bois de Vincennes              | 45, avenue de la Belle-Gabrielle | 12e arrondissement | 1916-1926          |
| Mosquée Al-Fatih (Centre culturel turque) | 23, rue du Faubourg-Saint-Denis  | 10e arrondissement |                    |
| Mosquée Attawbah                          | 14, passage Raguinot             | 12e arrondissement |                    |
| Mosquée Othman                            | 80, rue de Tolbiac               | 13e arrondissement |                    |
| Mosquée de la Maison du Maroc             | 1, boulevard Jourdan             | 14e arrondissement |                    |
| Mosquée de la Ligue islamique mondiale    | 22, rue François-Bonvin          | 15e arrondissement |                    |
| Mosquée du 18e                            | 8, rue des Poissonniers          | 18e arrondissement |                    |
| Mosquée Al Fath (ou El-Fath)              | 55, rue Polonceau                | 18e arrondissement |                    |

### Note
1. ↑  À un moment, 7-15, avenue de la Porte-de-la-Villette (provisoire).